# Kabaret OT.TO

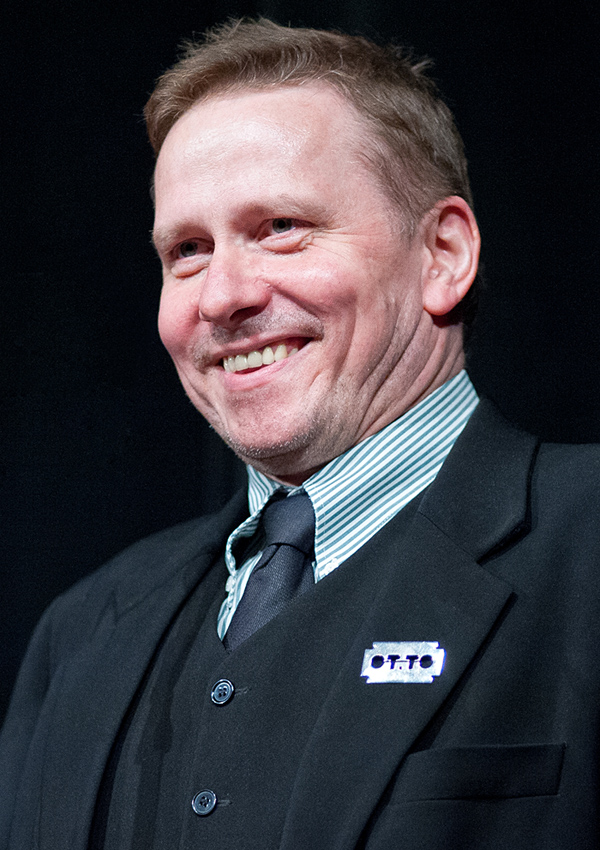
Andrzej Piekarczyk – w składzie Kabaretu OT.TO do 2022 r.

Kabaret OT.TO – polski kabaret założony w 1987 roku z inicjatywy Wiesława Tupaczewskiego. Swoją oficjalną działalność rozpoczął 1 stycznia 1990 roku, od kiedy występował w składzie: Ryszard Makowski, Andrzej Piekarczyk, Andrzej Tomanek i Wiesław Tupaczewski. W styczniu 2001 roku Ryszard Makowski odszedł z Kabaretu OT.TO. Od tamtego czasu kabaret występował w składzie trzyosobowym. W 2022 roku po ponad dwudziestu latach Ryszard Makowski powrócił do kabaretu, a na odejście z grupy zdecydował się Andrzej Piekarczyk.
Kabaret OT.TO jest jednym z polskich kabaretów eksploatujących inne niż polityka rejony absurdu. Ceniony jest za swoją muzykalność i bezpośredni kontakt z widzami. Najbardziej znane piosenki kabaretu OT.TO to: Zasmażka, Wakacje, Droga Pani Sąsiadko, To już lato, Stirlitz i Kloss. Największą popularnością kabaret cieszył się w pierwszej połowie lat 90. XX wieku.
Pomysłodawcą nazwy i stroju scenicznego, czyli garnituru z przypiętym logo, jest Wiesław Tupaczewski. Logo żyletki zaprojektował przyjaciel kabaretu Jacek Sasin. W wielu przypadkach przedstawiciele kabaretu tłumaczą nazwę od pierwszych liter słów "Ostatnie Takie Trio Oszołomów". 
W 2022 roku kabaret wystąpił na Festiwalu w Opolu. 25 listopada 2022 odbyła się premiera płyty OT.TO zatytułowana "Wesołych Świąt", którą zwiastuje singiel "Znowu idą święta". Krążek ten kabaret nagrał wspólnie z Big-Bandem Uniwersytetu Muzycznego Fryderyka Chopina w Warszawie oraz sekcją smyczkową Orkiestry Polskiego Radia. Po sukcesie wydanej jesienią ubiegłego roku płyty świątecznej, 2 czerwca 2023 ukazuje się kolejny album Kabaretu OT.TO, zatytułowany „To już lato”, na którym oprócz 10 nowych utworów zamieszczono także 3 przeboje "To już lato", "Wakacje" oraz "Zasmażka" w nowych aranżacjach. 
Od września 2024 kabaret w składzie Wiesław Tupaczewski, Andrzej Tomanek i Ryszard Makowski prowadzą we wtorkowe popołudnia w Radiu Wnet swoją autorską audycję, w której emitowane są ich piosenki, wzbogacane komentarzami, anegdotami i żartami, niejednokrotnie komentującymi sytuację polityczną i sprawy obyczajowe. W dniu 25 grudnia 2024 na antenie tej rozgłośni została wyemitowana audycja z udziałem członków grupy pt. Kabaret OT.TO – Album świąteczny.  W programie tym prezentowali oni swoje piosenki luźno nawiązujące do Świąt Bożego Narodzenia, pochodzące z ich albumu wydanego dwa lata wcześniej. 
|                                             | Kabaret OT.TO (skład od 2022 r.):                              |                                                                                       |
|                                             |                                                                |                                                                                       |
| Wiesław Tupaczewski (założyciel od 1987 r.) | Andrzej Tomanek (od 1989 r. w miejsce Wojciecha Wiśniewskiego) | Ryszard Makowski (do 2001 r. oraz ponownie od 2022 r. w miejsce Andrzeja Piekarczyka) |

## 7777 czyli inne wcielenie OT.TO
W roku 1997 członkowie Kabaretu OT.TO założyli grupę "7777", wydając płytę pod tą samą nazwą. Płytę promował utwór Jak ja kocham Cię. Zespół wystąpił na Koncercie Przeboje List Przebojów podczas XXXIV Krajowego Festiwalu Piosenki Polskiej w Opolu w 1997 roku. Prezentował muzykę, którą sam nazywał humo-rock, humo-reagge, humo-bossa nova, humo-ballada (w zależności od gatunku muzyki), a nawet humo-humo. Obecnie grupa, już pod nazwą "777" (po odejściu Ryszarda Makowskiego), gra popową melodyjną odmianę rocka – happy rock. W roku 2002 wydała płytę zatytułowaną Czego.
Obecnie "777" występuje w składzie:
- Andrzej Piekarczyk – klawisze, wokal
- Dariusz Piskorz – perkusja
- Piotr Siennicki – gitary, wokal
- Andrzej Tomanek – gitary, wokal
- Wiesław Tupaczewski – bas, wokal

## Dyskografia
- 1992 – Faux-Pas
- 1992 – Lato z OT.TO
- 1993 – Koncert Kabaretu OT.TO z orkiestrą Zbigniewa Górnego
- 1993 – OT.TO dzieciom
- 1994 – 50-lecie Kabaretu OT.TO
- 1995 – Wesele Hamleta
- 1997 – 7777
- 1998 – Umciaciarumcia
- 2000 – Dzieła Wybrane
- 2002 – Czego.../Los Piernikos
- 2009 – Od Akordeonu do Zasmażki
- 2015 – Seks, Drags i Alzhajmer
- 2022 – Wesołych Świąt[9]
- 2023 – To już lato[5]

## Złote i platynowe płyty
- Złote płyty:
  - 1997 – Lato z OT.TO[10]
  - 1999 – 50-lecie Kabaretu OT.TO[11]
  - 1999 – Wesele Hamleta[11]
- Platynowe płyty:
  - 1999 – Faux-Pas[12]
  - 1999 – Koncert Kabaretu OT.TO z orkiestrą Zbigniewa Górnego[12]

## Nagrody
- 1991 – Operatorów podczas Krajowego Festiwalu Piosenki Polskiej w Opolu
- 1992 – Pomatonu za błyskawiczne opanowanie rynku fonograficznego płytą Faux-Pas
- 1993 – Publiczności na Festiwalu Twórczości Telewizyjnej w kategorii "program muzyczny"
- 2000 – Puchar Johnnie Walkera na I Międzynarodowym Mityngu im. Władysława Komara i Tadeusza Ślusarskiego dla Andrzeja Tomanka w biegu zespołowym Kabaretu OT.TO
- 2000 – "Best of the European Web" dla Wiesława Tupaczewskiego za oficjalną stronę Kabaretu OT.TO

## Radio
- W 2011 nagrywali dla radia VOX FM cykl "I OT.TO chodzi", w którym komentowali bieżące wydarzenia z kraju i ze świata.
- Od 2006 roku do roku 2007 na antenie radia RMF FM prowadzili cykl "Ottoteka".

## Telewizja
- Latem roku 1993 i 1994 Kabaret prowadził w TVP program na żywo pn. "Lato z OT.TO".
- W roku 1994 TVP emitowała autorski program Kabaretu OT.TO, nagrywany z udziałem publiczności, pn. "Zrób to z OT.TO".
- W roku 1997 Kabaret OT.TO prowadził w TVP2 program pn. "Noc Muzycznych Życzeń".
- W październiku 1998 roku TVP1 rozpoczęła emisję sitcomu pt. "Gabinet Terapii Ogólnej", w którym występowali członkowie Kabaretu OT.TO.
- Na przełomie lat 2008 i 2009 w programie Szkło kontaktowe na antenie TVN24 raz w tygodniu prowadzili cykl muzycznych komentarzy politycznych.
- Od września do grudnia 2016 roku Kabaret OT.TO prowadził w TVP2 program pt. "Żarty i Bardy".